# نامه‌های محمدعلی فروغی
کتاب نامه‌های محمدعلی فروغی، نخست‌وزیر عهد پهلوی، شامل نامه‌هایی است که او از سال ۱۲۸۸ تا ۱۳۲۱ شمسی نوشته‌است.

## تاریخچه
در این کتاب با تفحّص در کتابها، مجلّات و اسناد مجموعه‌های خصوصی و عمومی، ۱۳۰ نامه از محمدعلی فروغی به ترتیب تاریخی گرد آمده‌است. این نامه‌ها در نیمهٔ دوم عمر پربار ذکاءالمک (بین سالهای ۱۲۸۸ تا ۱۳۲۱) خطاب به شخصیتهای سیاسی و فرهنگی ایرانی (از جمله رضاشاه و محمدرضاشاه پهلوی، حسن مستوفی‌الممالک، مخبرالسلطنه، تیمورتاش، سید حسن تقی‌زاده، محمد قزوینی، ابوالقاسم کاشانی، صادق مستشارالدوله و رجبعلی منصور) و خارجی (از جمله چرچیل، استالین، آنتونی ایدن، ریدر بولارد، توفیق رشدی‌بیک، فریدریش ورنر فون در شولنبرگ، میلسپو و ادوارد براون)، خویشان فروغی (مانند فرزندانش و برادرش ابوالحسن فروغی و وقارالسلطنه) و برخی مطبوعات و ادارات و وزارت‌خانه‌ها نوشته شده‌است. شماری از نامه‌های این کتاب، اعمّ از اداری و خصوصی، برای نخستین بار است که به چاپ می‌رسند.